# Talpa (Teleorman)
Talpa es una comuna ubicada en el distrito de Teleorman, Rumania.

## Superficie
Posee una superficie de 42,60 kilómetros cuadrados.

## Demografía
Hasta 2021 la población era de 1679 habitantes, con una densidad de población de 39,41 habitantes por kilómetro cuadrado.